# 회야초등학교
회야초등학교(回夜初等學校)는 대한민국 경상남도 양산시에 있는 공립 초등학교이다.

## 연혁
- 2021년 3월 1일 : 개교